# BATRAL-Klasse
Die BATRAL-Klasse ist eine Bauserie von fünf mittleren Landungsschiffen der Französischen Marine. Acht weitere Schiffe wurden für die Marinestreitkräfte von Chile, Marokko, Gabun und der Elfenbeinküste gebaut.
BATRAL ist ein Akronym für Bâtiment de Transport Léger und bedeutet übersetzt Leichtes Transportschiff. In Frankreich sind die Einheiten nach dem Typschiff als Champlain-Klasse bekannt.

## Ausstattung
Die BATRAL-Klasse wurde entworfen, um 400 Tonnen Material und eine Invasionstruppe in Stärke von bis zu 138 Soldaten über See transportieren zu können. Die Schiffe sind so ausgestattet, dass sie die Soldaten und ihre Ausrüstung auch am Strand entladen können, entweder direkt über das Bugvisier oder über zwei mitgeführte Landungsboote. Darüber hinaus haben sie einen Schiffskran und ein Flugdeck für leichte Hubschrauber. Mit eingeschiffter Invasionstruppe beträgt die Seeausdauer zehn Tage.

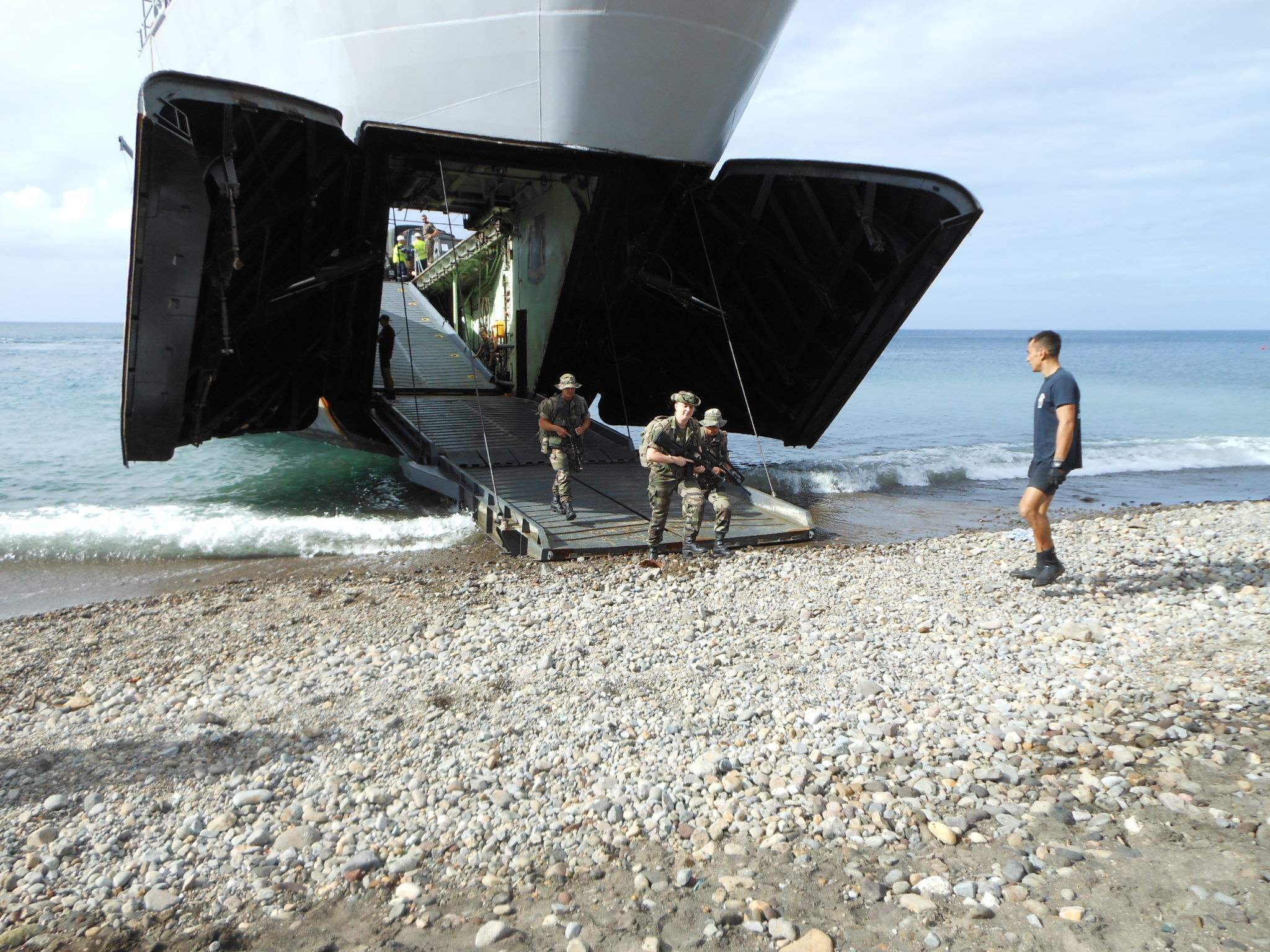
Bugrampe
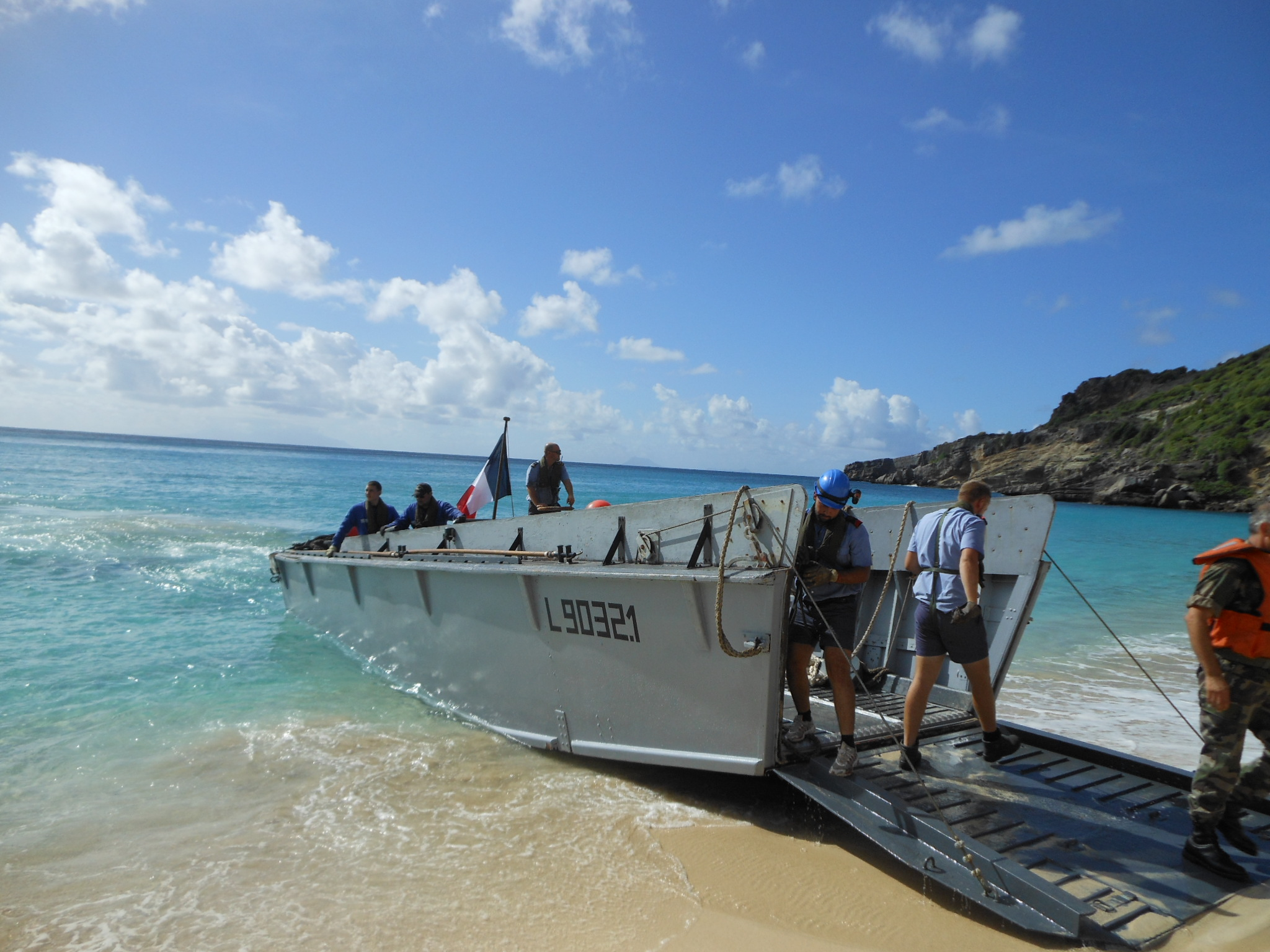
Landungsboot
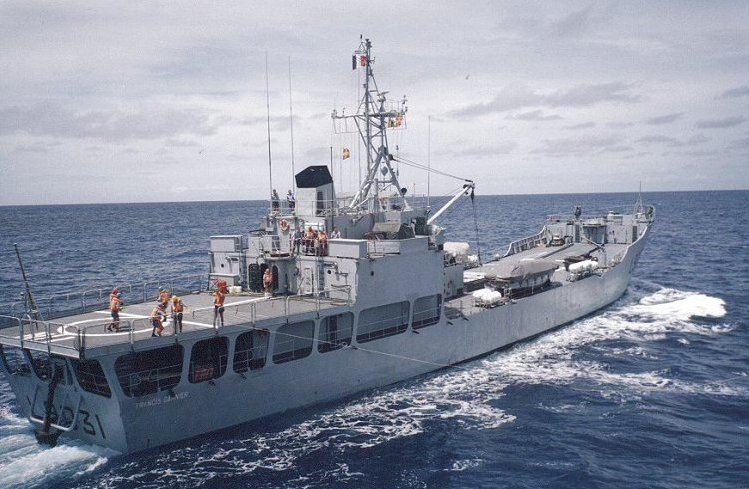
Flugdeck

Bewaffnung
Die Bewaffnung ist rein defensiv und variiert, je nach Marinezugehörigkeit. Zum Einsatz kommen zwei 81-mm-Mörser, zwei 40-mm-Flugabwehrkanonen und zwei 12,7-mm-Maschinengewehre.
Antrieb
Angetrieben werden die Landungsschiffe von zwei Schiffsdieselmotoren, die auf zwei Verstellpropeller wirken. Die maximale Geschwindigkeit liegt bei 16 kn. Bei einer Reisegeschwindigkeit von 13 kn beträgt die Reichweite 4.500 Seemeilen.

## Einheiten
| Kennung | Name                         | Bauwerft           | Indienststellung   | Außerdienststellung | Marine              |
| ------- | ---------------------------- | ------------------ | ------------------ | ------------------- | ------------------- |
| L 9030  | Champlain                    | Marinewerft Brest  | 5. Oktober 1974    | 2004                | Französische Marine |
| L 9031  | Francis Garnier              | Marinewerft Brest  | 21. Juni 1974      | 2011                | Französische Marine |
| L 9032  | Dumont d'Urville             | CMN                | 5. Februar 1983    | Juli 2017           | Französische Marine |
| L 9033  | Jacques Cartier              | CMN                | 29. September 1983 | 2013                | Französische Marine |
| L 9034  | La Grandière                 | CMN                | 21. Januar 1987    |                     | Französische Marine |
| 91      | Maipo                        | ASMAR              | 1. Januar 1982     | 1998                | Armada de Chile     |
| 92      | Rancagua                     | ASMAR              | 8. August 1983     |                     | Armada de Chile     |
| 95      | Chacabuco                    | ASMAR              | 15. April 1986     |                     | Armada de Chile     |
| 402     | Daoud Ben Aicha              | Chantiers Dubigeon | 28. Mai 1977       |                     | Königliche Marine   |
| 403     | Ahmed Es Skali               | Chantiers Dubigeon | September 1977     |                     | Königliche Marine   |
| 404     | Abou Abdallah El Ayachi      | Chantiers Dubigeon | März 1977          |                     | Königliche Marine   |
| L 05    | President el Hadj Omar Bongo | CMN                | 3. November 1984   |                     | Gabun               |
|         | L’Elephant                   | Chantiers Dubigeon | 2. Februar 1977    |                     | Elfenbeinküste      |